# Coldinuorden 3

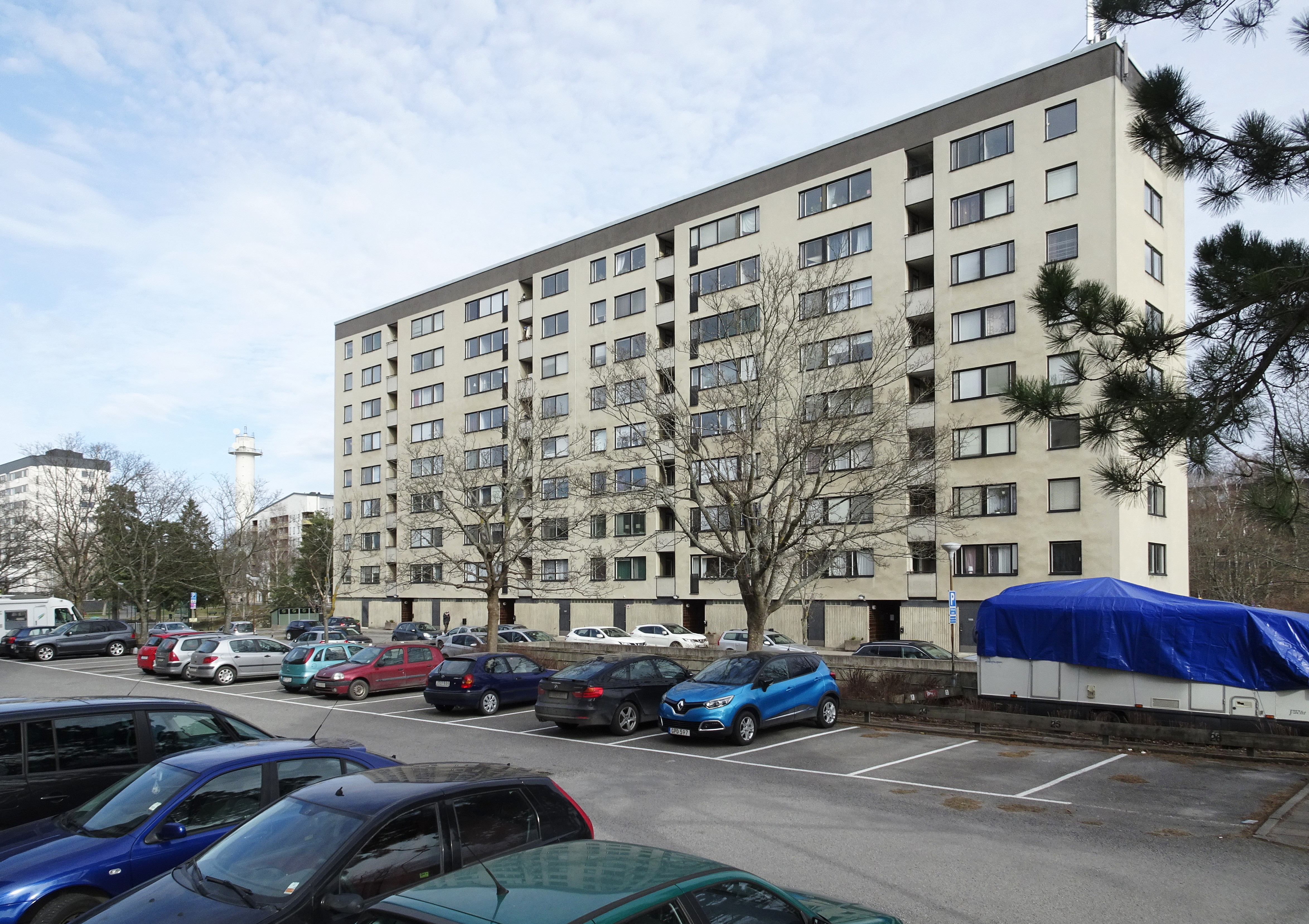
Coldinuorden 3, gårdsfasad, mars 2020.

Coldinuorden 3 är en bostadsfastighet i kvarteret Coldinuorden vid Vita liljans väg 32-40 i förorten Bredäng i södra Stockholm. Byggnaden uppfördes på 1960-talets mitt och är ett av Bredängs många skivhus men det enda som är blåklassat av Stadsmuseet i Stockholm vilket innebär att det representerar "synnerligen höga kulturhistoriska värden".

## Historik

### Allmänt

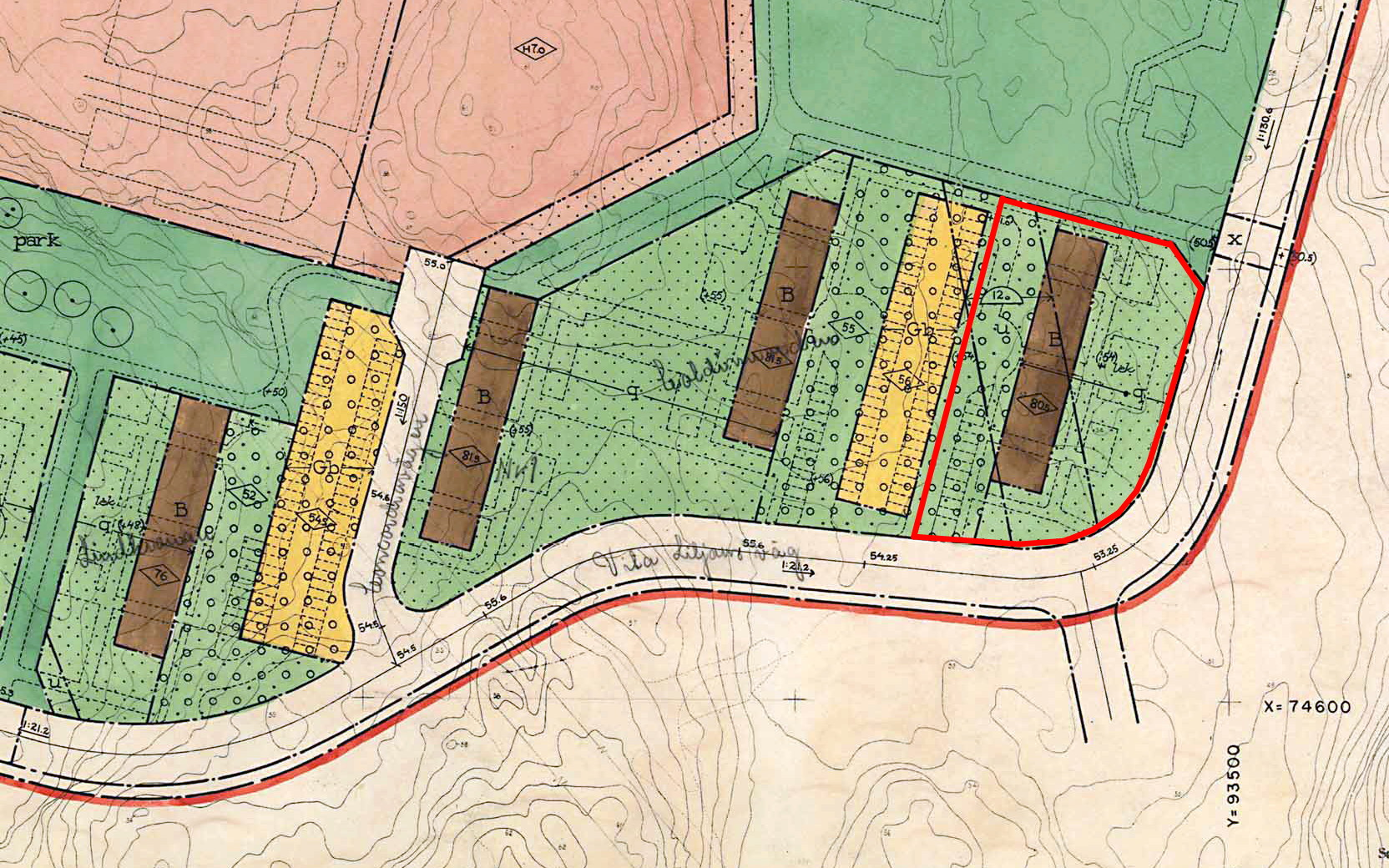
Coldinuorden 3 (längst t.h.), del av stadsplan för centrala Bredäng, 1962.

Coldinuorden 3 är ett av 32 skivhus vilka dominerar stadsbilden i Bredäng och ger stadsdelen sin identitet. Bebyggelsen följer gatornas sträckningar och terrängens nivåskillnader. Enligt Stadsmuseets byggnadsinventering från 1999 utgör skivhusbebyggelsen i Bredäng "ett storskaligt och konsekvent genomfört exempel på den modernistiska idén om hus i park som saknar motsvarighet i Sverige". Kvarteret  Coldinuorden ligger cirka 380 meter sydost om Bredängs centrum.
Medan många av skivhusen uppfördes i regi av allmännyttan, huvudsakligen Svenska Bostäder, byggdes husen i kvarteret Coldinuorden och i grannkvarteret Lindkronan av privata byggherrar och byggmästare. För fastigheten Coldinuorden 3 anlitades Kjell Abramson arkitektkontor (genom arkitekterna Britta och Kjell Abramson) att gestalta huset. 
Arkitekterna gavs inte mycket spelrum för egen kreativitet eftersom byggnadens placering i terrängen samt längd (64 meter), bredd (12,5 meter) och höjd (nio våningar) var föreskriva i stadsplanen för centrala Bredäng från 1962. Även gällande fasadernas gestaltning skulle man orientera sig vid samtida i Bredäng uppförda skivhus. Däremot gavs möjlighet att inom den givna ramen gestalta huset och lägenheternas planlösningar efter egna idéer. Stadens planerare eftersträvade en enhetlig bebyggelse med höga skivhus som skulle bidra till en stadsbildmässig positiv verkan.

### Utförande

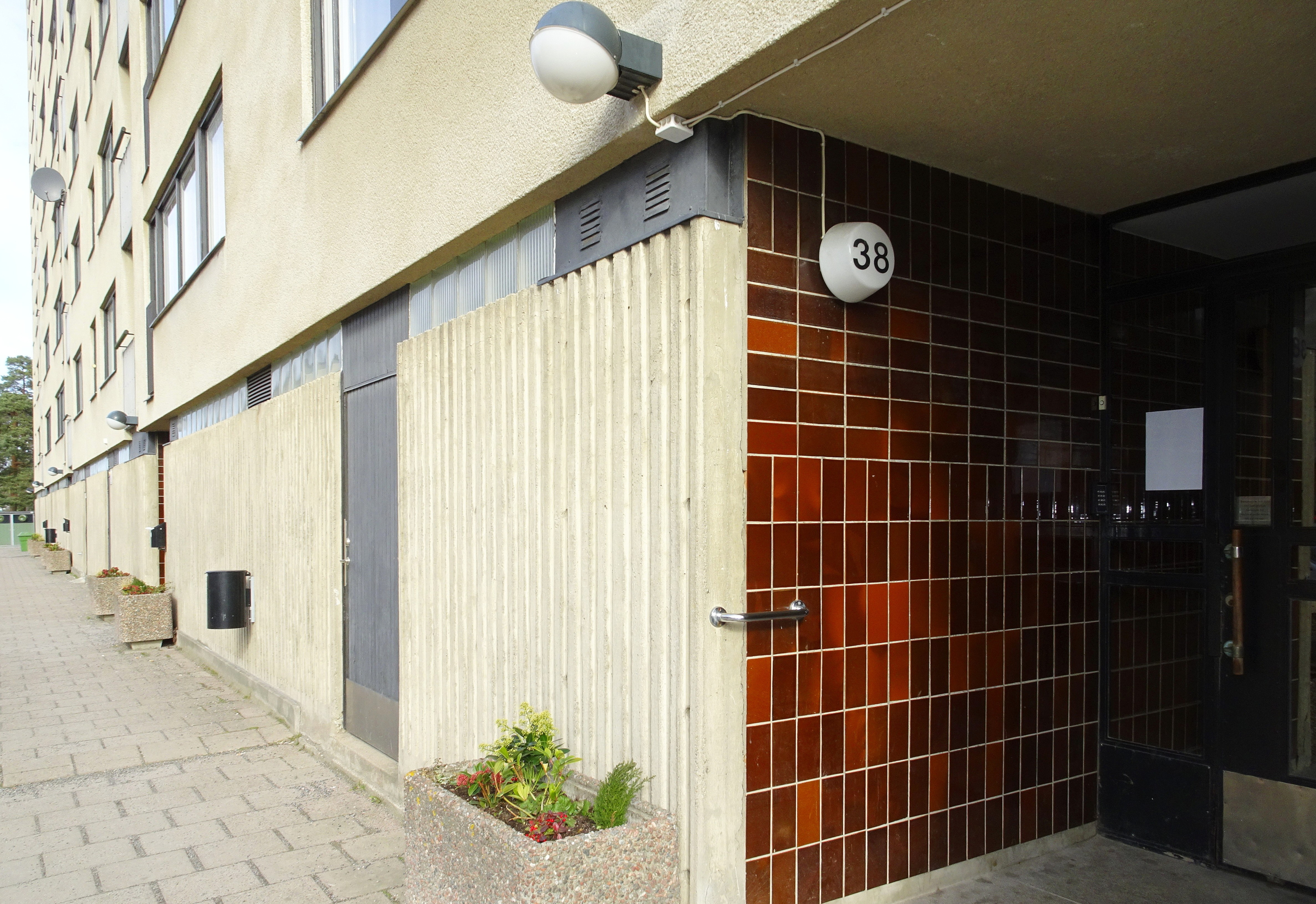
Entré nr 38 med original kakelbeklädnad.

När man betrakta Bredängs skivhusbebyggelse från avstånd tycks husen vara näst intill identiska. Britta och Kjell Abramson lyckades dock att med en formstark modernism och ambitiöst utformade detaljer ge huset en egen karaktär. Man kan till exempel notera den särpräglade fönster- och balkongplaceringen, balkongerna med eternitfronter i stålramverk, de djupt indragna entréerna med kakelväggar och smäckra ståldörrar, betonggjutning mot räfflad form och liknande. Där fasaden möter sockeln löper på västfasaden ett band av glasbetong och svartlackerad plåt. Byggnaden har tre genomgående och en enkelsidig entré. Den rödbruna kakelbeklädnad i entréerna är i originalskick. Coldinuorden 3 bevarar ursprungliga träfönster och entréportar av smäckra stålprofiler.
Liksom övriga skivhus i Bredäng är volymen slank och hög, med ljusputsade fasader i glimrande ädelputs. Byggnadskroppens hörn är indragna i sydost och nordost. I öster, mellan byggnaden och Frimurarvägen, finns en grönyta med en lekplats, tuktade buskar i planteringar samt ett litet parti med naturmark. I sydöstra delen av byggnadens bottenvåning fanns ursprungligen ett daghem (numera kontor). Här anordnades en liten staketomgärdad uteplats.
Planlösningen följer dåtidens mönster och rekommendationerna i normsamlingen  God bostad. En tidstypisk detalj är exempelvis att badrummet bara kan nås via kökets matplats och ett av sovrummen, alternativt via kökets matplats och genom den separata toaletten. Coldinuorden 3 innehåller flest lägenheter om 3 rum och kök. Det finns även 2 och 4 rum och kök samt några ettor förlagda på bottenvåningen med olika köksalternativ såsom kokskåp, kokvrå respektive kök. Lägenheterna upplåts som hyresrätter. Till anläggningen hör även ett underjordiskt parkeringsgarage för husets hyresgäster. Fastigheten ägs av Fastighets AB Coldinuorden 3.

## Bilder

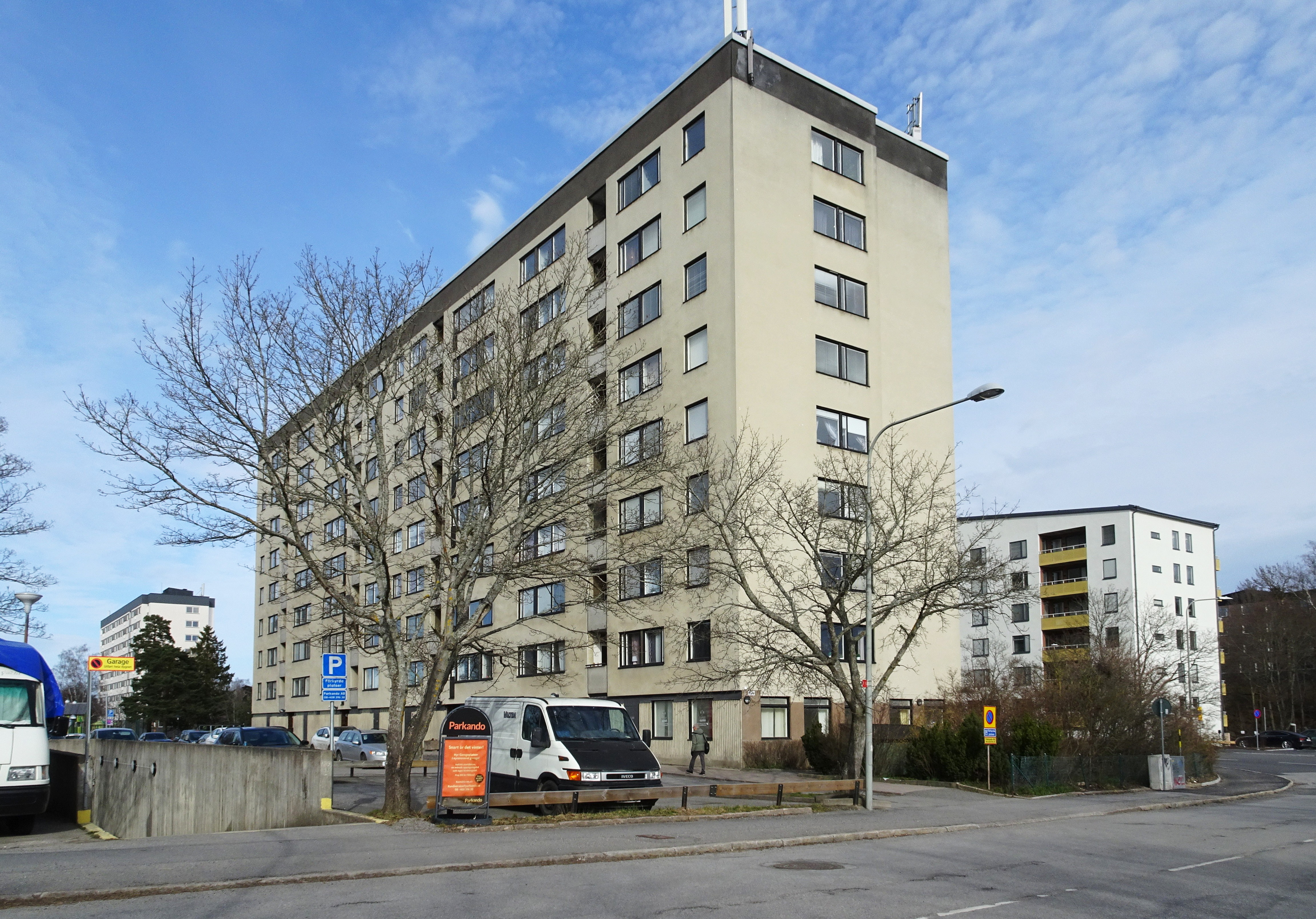
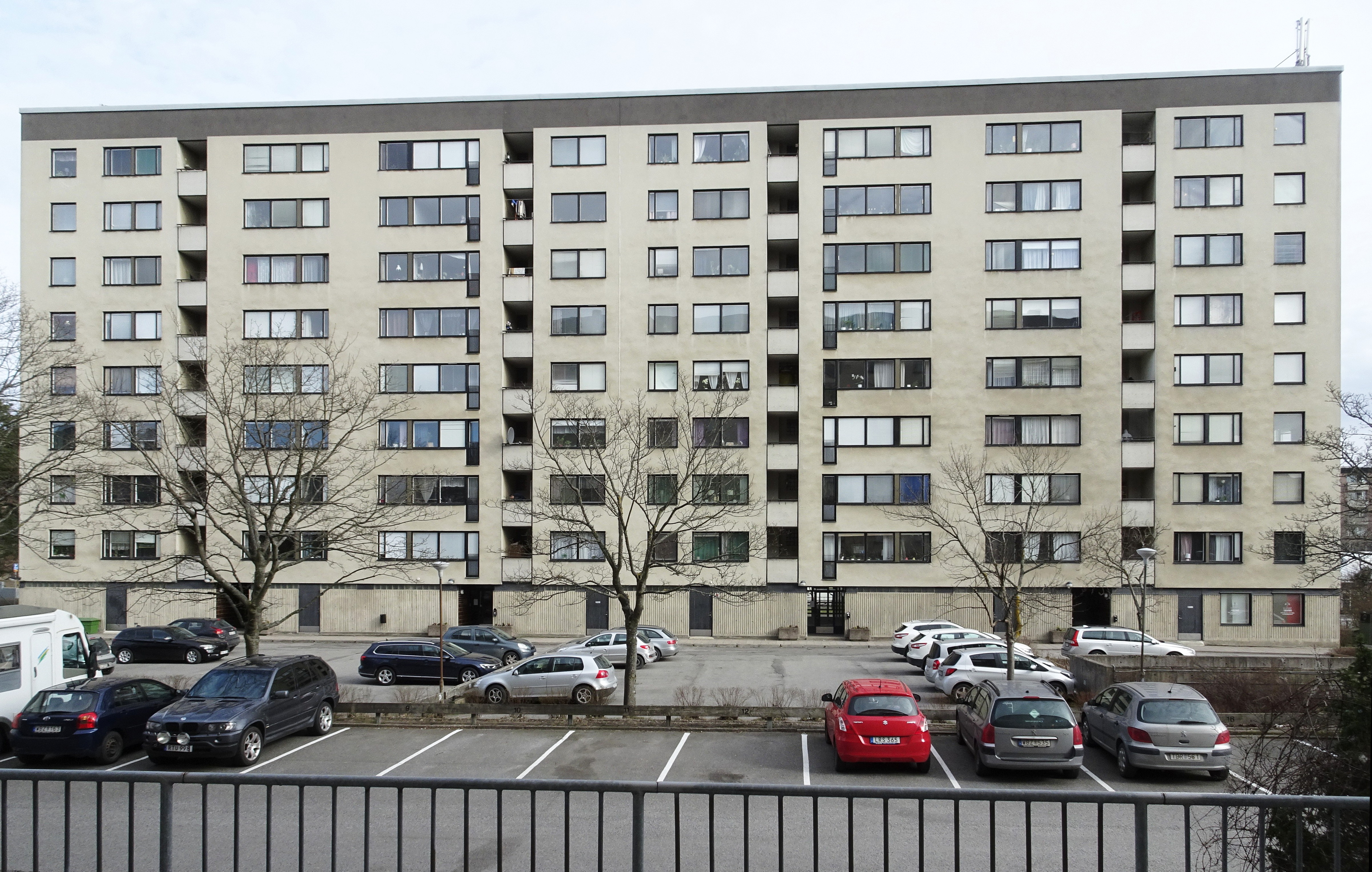
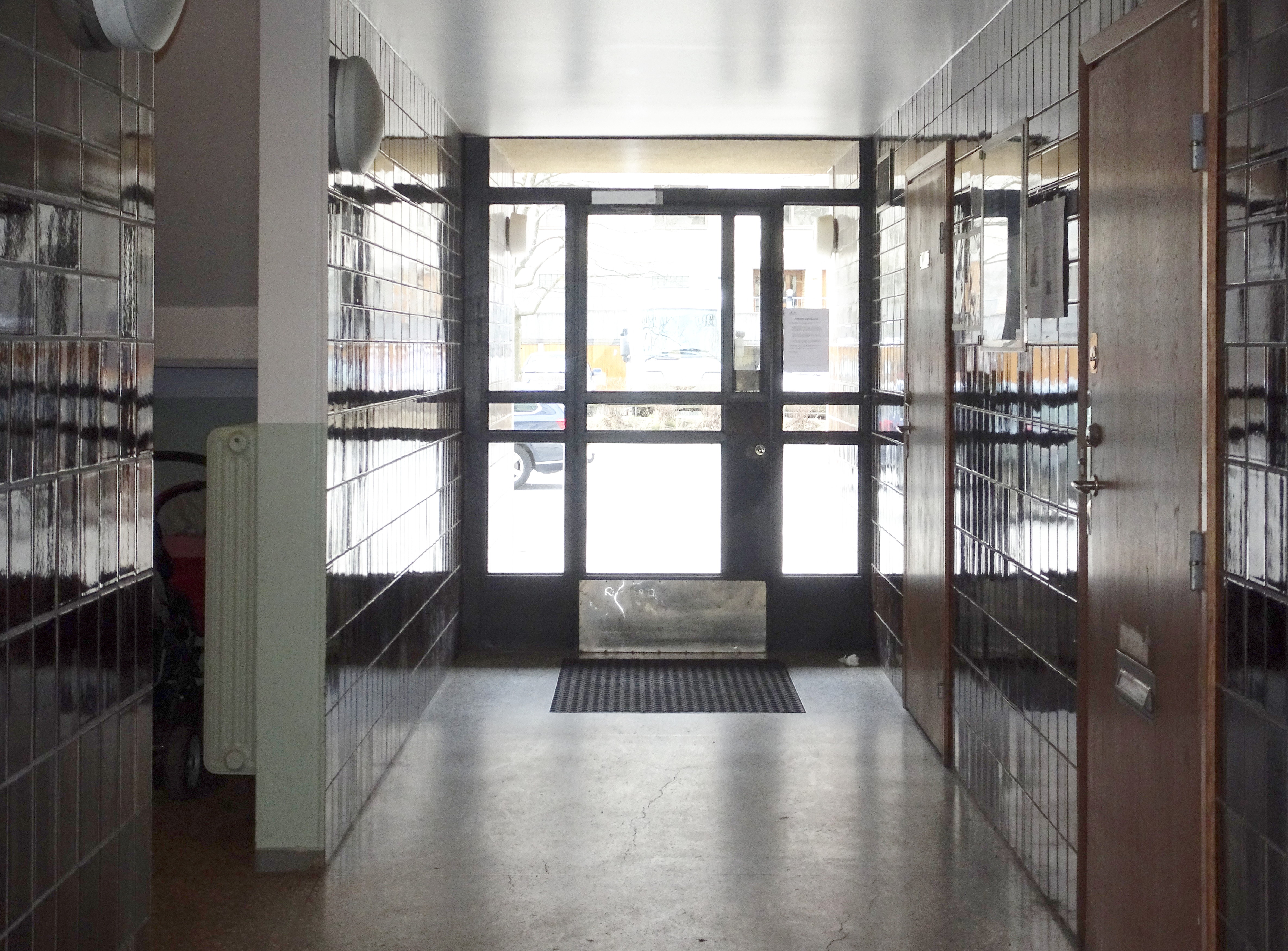
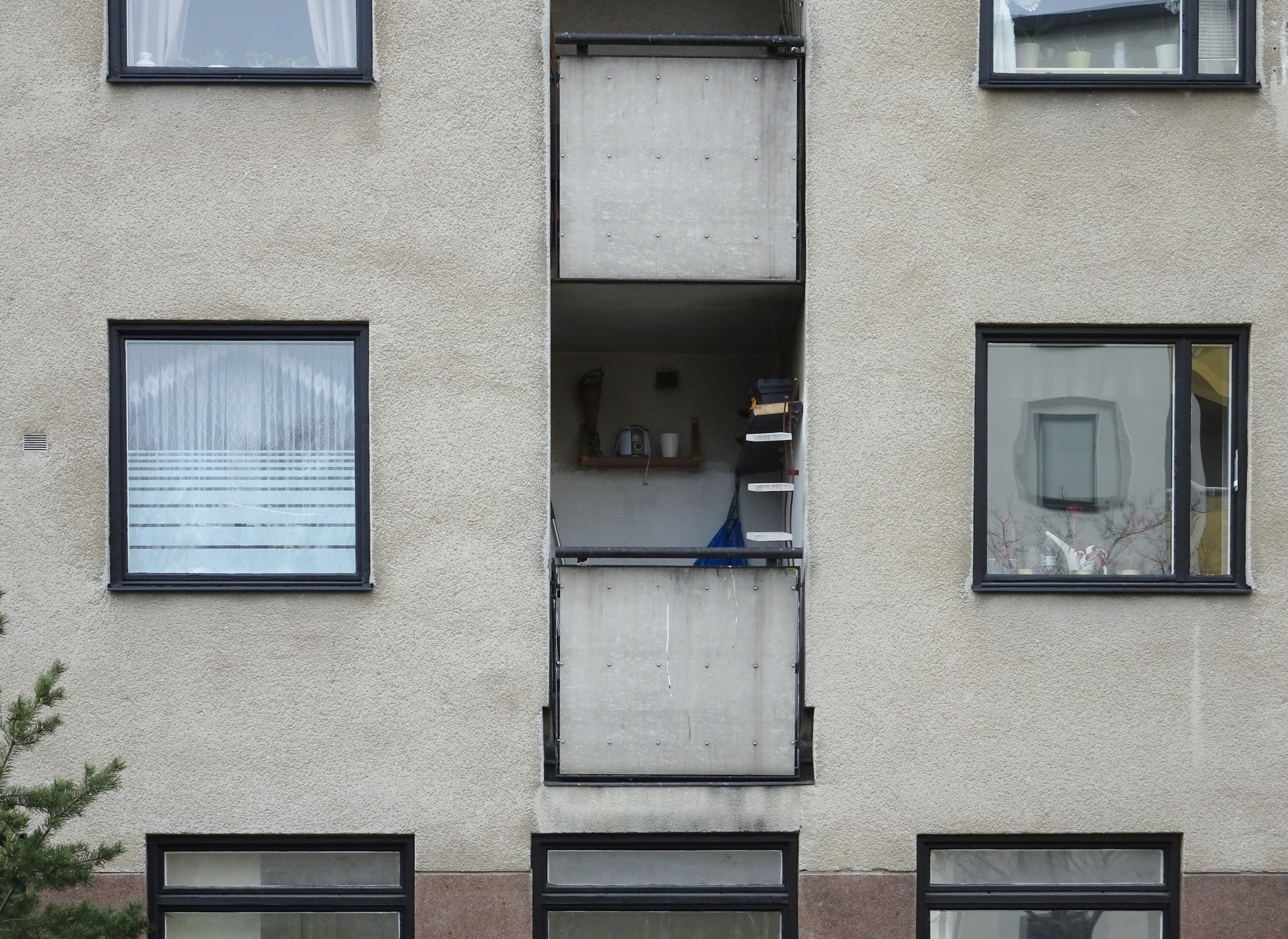
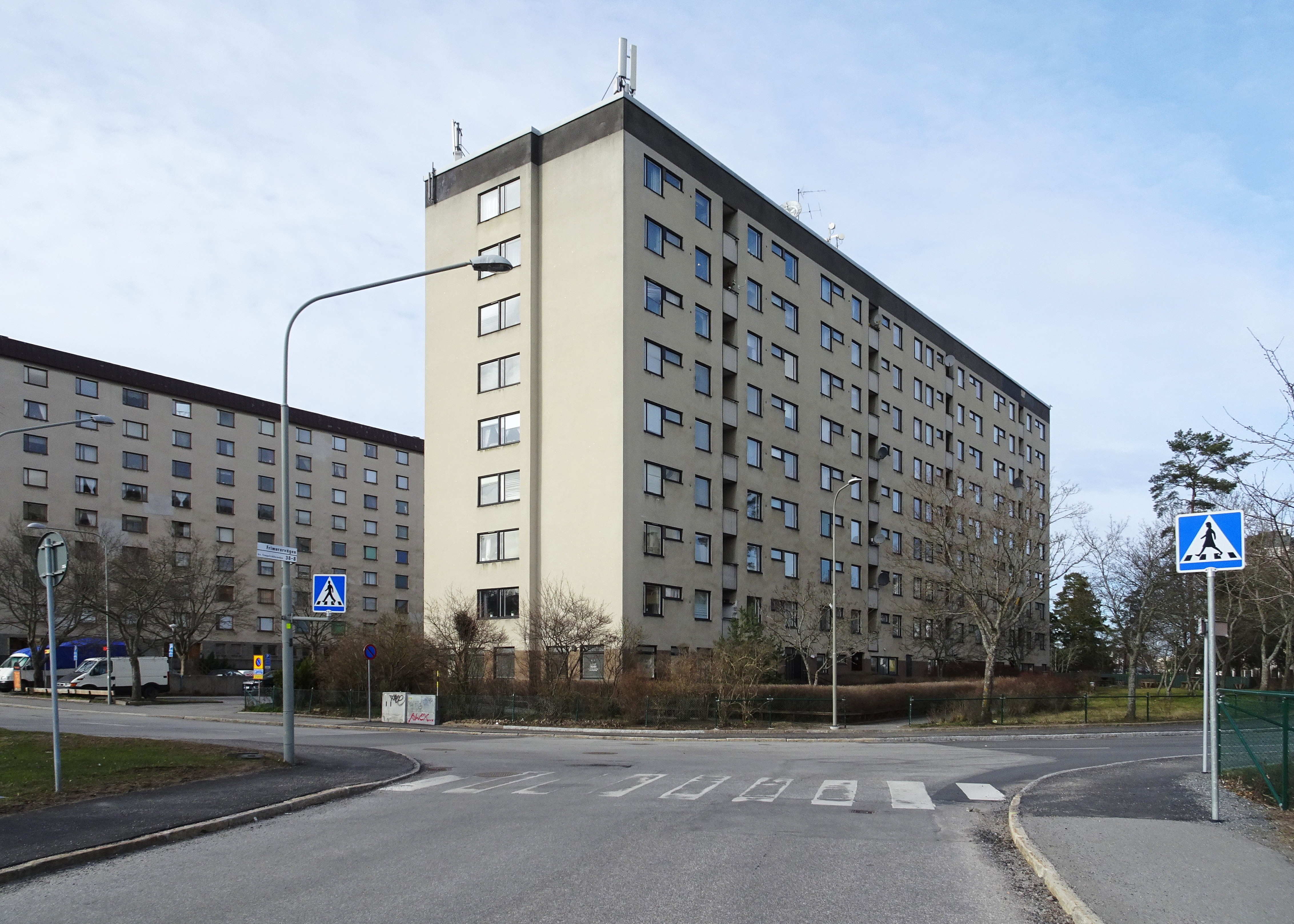